# فرودگاه ردبای
فرودگاه ردبای (به انگلیسی: Wredeby Airfield) (به زبان بومی: Wredebyn lentokenttä) یک فرودگاه خصوصی است که یک باند فرود چمن دارد و طول باند آن ۶۹۰ متر است. این فرودگاه در کشور فنلاند قرار دارد و در ارتفاع ۲۵ متری از سطح دریا واقع شده است.